# قطعنامه ۹۹۶ شورای امنیت
قطعنامه  ۹۹۶ شورای امنیت سازمان ملل متحد که در تاریخ ۳۰ مه ۱۹۹۵ تصویب شد، سندی بین‌المللی دربارهٔ اسرائیل-جمهوری عربی سوریه است. این قطعنامه طی نشست ۳۵۴۱‌ام با ۱۵ رای موافق، ۰ مخالف و ۰ ممتنع تصویب شد.